# Room Service (Bryan Adams)
Room Service is een nummer van de Canadese rockzanger Bryan Adams uit 2005. Het is de derde single van zijn gelijknamige tiende studioalbum.
Het nummer "Room Service" was minder succesvol als "Open Road" en "Flying", de voorgaande singles van het album "Room Service". Het haalde in Nederland bijvoorbeeld geen hitlijsten. In Vlaanderen bereikte het de 13e positie in de Tipparade.